# Association internationale des journaux sportifs
 (juin 2010).
Si vous disposez d'ouvrages ou d'articles de référence ou si vous connaissez des sites web de qualité traitant du thème abordé ici, merci de compléter l'article en donnant les références utiles à sa vérifiabilité et en les liant à la section « Notes et références ».
L'Association internationale des journaux sportifs (IASN en anglais) existe pour défendre et promouvoir les valeurs du sport et les intérêts et la liberté de la presse sportive. Les membres de l'IASN représentent, en moyenne, un total de 15 000 000 de lecteurs dans le monde entier.

## Histoire
Après une première réunion à Göteborg (Suède), en marge du 61e Congrès mondial des journaux, en juin 2008, pendant laquelle l'idée de l'association fut évoquée, les représentants de six journaux sportifs majeurs décidèrent à Barcelone (Espagne), le 29 septembre 2008, de formaliser la naissance de l'Association internationale des journaux sportifs, principalement connue sous son acronyme anglais IASN - International Association of Sports Newspapers.

## Fondateurs
Les six journaux fondateurs de l'IASN sont : L'Équipe (France), La Gazzetta dello Sport (Italie), Lance! (Brésil), Marca (Espagne), Mundo Deportivo (Espagne), et Olé (Argentine). Depuis la création de l'association, ils ont été rejoints par les nouveaux membres qui ont successivement adhéré et avec lesquels ils constituent l'IASN dans sa forme actuelle.

## Leadership
Santi Nolla, le directeur de Mundo Deportivo en Espagne, est le président de l'IASN.
Rosarita Cuccoli, parisienne d'origine italienne et spécialiste en relations internationales, est le secrétaire générale de l'association.
Le conseil d'administration de l'IASN est composé par les représentants des six journaux fondateurs.